# Zrak (strojništvo)
Zràk pomeni v strojništvu režo bata oziroma režo v orodju (na primer med pestičem (rezilnim trnom) in rezilno matrico oziroma med nožem in matrico). Pogosto zamenjujemo zrak z zračnostjo, ki pa je dvakrat večja od zraka.